# Università di tecnologia Swinburne
L'Università di Swinburne o Swinburne University of Technology è un'università dello Stato di Victoria, Australia.

## Storia
La scuola è stata fondata dal filantropo e ingegnere George Swinburne nel 1908 ottenendo lo statuto di università nel 1992. L'istituto conta cinque campus nell'area metropolitana di Melbourne e un campus a Sarawak in Malesia.